# Joachim Stoutchevski
Joachim ou Yehoyachin Stoutchevski (hébreu : יהויכין סטוצ'בסקי, russe : Иоахим Стучевский), né le 7 février 1891 à Romny dans l'Empire russe et mort le 4 novembre 1982 à Tel Aviv, est un violoncelliste, compositeur et érudit, qui émigra en Autriche puis en Israël.

## Biographie
Son père était un musicien klezmer connu en Ukraine. Comme tous les membres de la famille depuis plusieurs générations, il commence à prendre des leçons de musique dès son jeune âge et joue ensuite dans les ensembles klezmer de son père. Puis de 1909 à 1912, Stoutchevski étudie le violoncelle au conservatoire de Leipzig avec Julius Klengel. Son retour en Russie, sera de courte durée car, pour éviter la conscription forcée dans l'armée russe, il part à l'étranger. Suit une période difficile en tant que violoncelliste pauvre à Paris et Iena. Lorsque la Première Guerre mondiale éclate, en 1914, il s'installe à Zurich où il rencontre Joel Engel et joue des musiques traditionnelles juives.
En 1924, il se fixe à Vienne où il est, pour un temps, le violoncelliste du quatuor à cordes de Rudolf Kolisch, qui donne les premières représentations des œuvres des compositeurs de la seconde école de Vienne (Schoenberg, Berg et Webern). Il publie des articles dans des périodiques, principalement Die Stimme, correspond avec des collègues à Jérusalem et  participe à la fondation du Centre de musique juive en 1937.
En 1938, après l'Anschluss et peu de temps avant l'arrivée des troupes allemandes, il émigre en Palestine, où il continue à donner des concerts et conférences. Il voyage dans tout le pays, pour recueillir et transcrire des airs traditionnels hassidiques. Avec Kaminsky, chef de l'orchestre de Palestine, il fonde un quatuor à cordes, et avec Taube un trio pour piano.
À partir des années 1950, il se consacre presque exclusivement à la composition. 
Dans ses compositions, Stoutchevski unit les idiomes traditionnels hassidiques, ashkénazes, séfarades et yéménites à un langage musical moderne.  
En tant que compositeur, Stoutchevski préfère les formes dominées par l'idiome des modes de prière juifs (« prière » de la Suite israélienne, 1977). Son attachement profond à Schoenberg s'exprime dans quelques œuvres (Composition pour violoncelle, 1970). En tant qu'universitaire, il a publié des transcriptions et des études sur la musique hassidique et a également rédigé les biographies des grands musiciens klezmer. Ses articles de presse expriment son dévouement pour la reconnaissance et la diffusion de la musique juive.
En tant que pédagogue, il a également écrit un traité sur le jeu du violoncelle,,,.
Ses archives sont conservées à la bibliothèque de musique Felicja Blumental de Tel Aviv.

## Prix (sélection)
- 1963 : Prix Piatigorsky de la New York Cello Society
- 1966 : Prix d'honneur de la ville de Tel-Aviv
- 1973 : Israel Philharmonic Orchestra Award

## Compositions
- 13 airs populaires juifs pour violon (ou violoncelle) et piano (1924)
- Croquis palestiniens pour piano (1931)
- Trois Pièces hébraïques (Kinah - Méditation Chassidique - Freilachs) pour violoncelle et piano (1933-34)
- Suite pour violon et piano en quatre mouvements (1940)
- Duo pour violon et violoncelle en quatre mouvements (1940)
- Suite israélienne pour violoncelle et piano (1942)
- Trois Improvisations pour flûte et piano (1943)
- Paysages israéliens (Galilée - Negev - Jérusalem - Emek) pour piano (1950)
- Chansons de la douleur rayonnante, Cantate pour haut-parleur, mezzo-soprano, baryton,  chant et orchestre (1958)
- Safed, Poème symphonique (1960)
- Dans le miroir pour 24 heures, Cantata pour haut-parleur, soprano, ténor et instruments (1960)
- Suite Israël pour orchestre (1964)
- Trois pour trois,  pour trois violoncelles (1967)
- Kol Nidrei pour alto et piano (1972)
- Fantaisie hassidique pour clarinette, violoncelle et piano (1972)
- Suite hassidique pour violoncelle et piano (1969)
- De nombreuses chansons , adaptations, transcriptions et arrangements d'œuvres d'autres compositeurs pour violoncelle et piano.

## Discographie
- In Hassidic Mood. Joachim Stoutchevski Compositions pour violoncelle et piano. Emanuel Gruber, violoncelle, Michael Boguslavsky, piano. 1993 Barcode 1089-9202.
- Eli Zion - de Saint-Pétersbourg à Jérusalem. Avec des œuvres de Joachim Stoutchevski et David Geringas, violoncelle ; Jascha Nemtsov, piano. 2005 Hänssler Classic / SWR.
- La nouvelle école juive : Saint-Pétersbourg - Moscou - Berlin - Vienne. Œuvres de Joachim Stoutchevski et al. Helene Schneiderman, mezzosoprano. Ingolf Turban, violon ; Tabea Zimmermann, alto ; Jascha Nemtsov, piano. Hänssler Classic / SWR 2001 (double CD).

## Publications
- Études sur une nouvelle technique de violoncelle. Éditeur Schott, Mayence 1927 à 1929.
- Le violoncelle. École systématique du début à la fin. Éditeur Schott, Mayence 1932-1937.
- La musique juive à ma façon. Jbneh-Verlag, Wien 1936.
- Le Folklore des Juifs d'Europe. Tel Aviv, 1958 (en hébreu).
- Ménestrels juifs (Klezmorim). Tel Aviv, 1959 (dans la traduction en hébreu).
- Mélodies  hassidiques, réunies et éditées par J. Stoutchevski, 3 vol., Tel Aviv 1970-1973.
- Le chemin d'un musicien juif. Une vie sans compromis (1944-1976) Tel Aviv 1977 (dans la traduction en hébreu).
- Le Balebessel Vilna. Textes et lettres. Édité par Silja Haller, Antonina Klokova, Jascha Nemtsov et Zimmer Sophie.
- Wiesbaden 2013 (Musique juive, volume 13) , articles en allemand et en hébreu.